# Philip Kindred Dick
Philip Kindred Dick, ameriški pisatelj, * 16. december 1928, Chicago, Illinois, ZDA, † 2. marec 1982, Santa Ana, Kalifornija, ZDA.
Dick velja za enega najbolj znanih piscev znanstvene fantastike, čigar opus obsega romane, eseje in kratke znanstvenofantastične zgodbe. V svojih delih se je posvečal sociološkim, političnim in metafizičnim temam, za okolje pa je pogosto uporabil svet, ki ga nadzorujejo monopolistične  velekorporacije in avtoritarne vlade. Na poznejša dela je močno vplivalo njegovo zanimanje za metafiziko in teologijo. Tudi s stališča lastnih izkušenj je opisoval vpliv jemanja mamil, shizofrenije in paranoje na duševna stanja svojih likov. Večinoma je ustvarjal v žanru znanstvene fantastike, v njegovem opusu pa najdemo tudi alternativnozgodovinska in postmodernistična dela.

## Življenje in kariera

### Mladost in zgodnje ustvarjanje
Dick se je skupaj s svojo sestro dvojčico, Jane Charlotte Dick, rodil 16. decembra 1928 staršema Dorothy Kindred Dick in Josephu Edgarju Dicku. Sestra Jane je umrla 6 tednov kasneje, 26. januarja 1929, kar je močno vplivalo na njegov slog pisanja in večkratno simbolno zaznamovano navezavo knjižnih junakov na svoje brate oziroma sestre.
Kasneje se je z družino preselil v okolico San Francisca. Ko je bil star pet let, sta se njegova starša ločila. Oba sta se potegovala za njegovo skrbništvo, ki ga je na koncu dobila njegova mati Dorothy. Preselila sta se v Washington D.C., kjer je Dick med letoma 1936 in 1938 obiskoval osnovno šolo Johna Eatona do četrtega razreda. Leta 1938 sta se z materjo vrnila nazaj v Kalifornijo. Približno takrat se je Dick začel zanimati za znanstveno fantastiko. Kasneje je povedal, da je pri dvanajstih letih prebral prvo znanstvenofantastično revijo.

### Študij in zaposlitev
Svoje šolanje je nadaljeval na Srednji šoli Berkeley v Kaliforniji. Maturiral je leta 1947. Po maturi se je vpisal na Univerzo Kalifornije v Berkeleyju, vendar je bil tam le dva meseca, od septembra do novembra 1949, preden je študij opustil. V času študija se ni specializiral oziroma se opredelil, iz česa bo diplomiral, vendar pa je hodil na predavanja zgodovine, psihologije, filozofije in zoologije. Med študiranjem filozofije je začel globlje razmišljati o človekovem nastanku in njegovem pomenu. Verjel je, da je obstoj odvisen od posameznih osebnih zaznav človeka, ki pa niso nujno možne tudi v realnosti. Verjel je tudi v to, da je vesolje samo del boga, stvarnika. Po branju Platonovih del in razmišljanju o možnostih metafizičnih realnosti, je Dick prišel do zaključka, da v nekem smislu svet ni popolnoma resničen in da ni nobene možne poti, da bi potrdil, da zares je tu. To vprašanje iz njegovega mladostnega razmišljanja je kasneje tematsko prisotno v mnogih njegovih romanih.
Leta 1951 je Dick prodal svojo prvo zgodbo in od takrat dalje je svoje življenje posvetil pisanju. Na začetku je pisal le znanstveno fantastiko, kasneje, v 50-ih letih pa je napisal nekaj navadnih, žanrsko ne zares določenih, romanov.
Leta 1963 je dobil nagrado Hugo za svoj alternativnozgodovinski roman Človek v visokem dvorcu. Čeprav so mnogi menili, da je izjemno uspešen in nadarjen pisec znanstvenofantastične literature, je svoja dela objavljal le pri nizko plačniških založbah kot na primer Ace. Tudi v kasnejših letih se je spopadal s finančnimi težavami.
Leta 1972 je podaril svoje rokopise, papirje in druge pisarije v knjižnico, kjer hranijo posebne knjižne zbirke, na Univerzi Kalifornije.

### Težavno obdobje
Leta 1971 se je ločil od svoje četrte žene. Dick je po tem zapadel v pretirano uporabo amfetamina, kar je vodilo v odvisnost. Marca naslednjega leta je Dick želel storiti samomor, vendar si je uspešno poiskal pomoč in odšel na zdravljenje. O teh težkih trenutkih svojega življenja je pisal v svojem romanu iz leta 1977 z naslovom A Scanner Darkly.
V naslednjih letih, ko je še zmeraj okreval od uporabe ilegalnih substanc, je Dick začel doživljati privide. Čeprav so le-te zdravniki načeloma pripisali stranskim učinkom zdravil, pa je Dick v enem izmed svojih intervjujev povedal, da je v tem času doživel invazijo nekega transcendentnega uma. Počutil se je, kot da bi bil celo življenje nor, v tem času pa je končno postal normalen. V februarju in marcu leta 1974 so bile halucinacije še posebej pogoste, kar je privedlo v to, da je Dick živel dve paralelni življenji – eno kot Philip. K. Dick in drugo kot Thomas, kristjan, ki so ga preganjali Rimljani. O svojih takratnih doživljanjih je napisal tudi dve delno avtobiografski knjigi.

### Smrt
17. februarja 1982 se je po končanem intervjuju Dick pomenil s svojim terapevtom o težavah z vidom. Ta mu je svetoval, naj gre nemudoma v bolnišnico, a ga Dick ni poslušal. Naslednji dan so ga našli nezavestnega na tleh njegovega doma v Kaliforniji, kjer ga je zadela kap. V bolnišnici ga je zadela še ena kap, pet dni kasneje pa so ga odklopili z naprave za ohranjanje življenjskih funkcij. Njegov pepel je shranjen na pokopališču v Koloradu ob grobu njegove pokojne sestre dvojčice.

## Filozofija
Za filozofijo se je Dick začel zanimati že v srednji šoli, kasneje pa je svoje znanje želel nadgraditi s študijem te vede, ki pa ga ni dokončal. Začel je namreč s pisanjem in življenje interpretiral po svoje. Njegov glavni navdih za dela so bili namreč različni poeti (na primer Yeast in Wordsworth) in pravzaprav ne filozofi, čeprav so tudi nekateri vplivali nanj – Spinoza, Pitagora, Platon itd. Čez čas se je njegovo zanimanje s filozofije premaknilo na teologijo.

## Vpliv
S svojimi deli je posredno ali neposredno vplival na mnoge avtorje, med katerimi je tudi slovenski filozof Slavoj Žižek, ki pogosto uporablja Dickova dela za ponazoritev Lacanovih idej. Poleg tega pa je s svojim razmišljanjem o svetu in življenju vplival tudi na nastanke oziroma vsebino različnih knjižnih in filmskih del, kot  sta na primer Matrica in Izvor.

## Dela
Dick je napisal 30 romanov in okrog 121 kratkih zgodb, od katerih je bilo mnogo objavljenih v znanstvenofantastičnih revijah, ki so zbrane v šestih avtorskih zbirkah. Uredniki revije Time so leta 2005 roman Ubik uvrstili na seznam stotih največjih romanov v angleščini od leta 1923.
Dick je raziskoval filozofske, sociološke in politične teme v svojih romanih z zgodbami, v katerih so prevladovale monopolistične korporacije, oblastniške vlade, alternativni svetovi in spremenjena stanja zavedanja. Njegovo delo je odražalo njegovo osebno zanimanje v metafiziko in teologijo ter pogosto črpalo iz njegovih osebnih izkušenj v soočanju z resničnostjo, identiteto, zlorabo mamil, shizofrenijo in nadnaravnimi izkušnjami.
Po nizu domnevnih verskih izkušenj v 1974 je vključil probleme teologije in filozofije v romane, kot je A scanner darkly (Skozi skener temačno) in Valis.
Dickove zgodbe običajno izpostavljajo krhko naravo resničnosti in konstrukcijo osebne identitete. Njegove zgodbe pogosto postanejo čudne fantazije, kjer glavni liki počasi odkrivajo, da je njihov vsakdanji svet pravzaprav iluzija, zbrana z močnim zunanjim bistvom, kot je ustavljena animacija v Ubiku, veliko političnih zarot ali sprememba nezanesljivega pripovedovalca.
Duševna bolezen je bila Dickov stalni interes in teme duševne bolezni so pronicale in se odražale v njegovih delih. V letu 1965 je napisal esej Schizophrenia and the Book of Changes (Shizofrenija in knjiga sprememb).
Uporaba drog (vključno z versko, rekreacijsko in zlorabo) je bila prav tako tema v številnih Dickovih delih, kot sta Skozi skener temačno in The Three Stigmata of Palmer Eldritch. Dick je bil uživalec mamil večino življenja. Vse njegove knjige so bile izdane pred letom 1970, v času ko je bil na amfetaminu. Skozi skener temačno (1977) je bil prvi roman, ki ga je napisal ne da bi bil pod vplivom kakršnih koli drog. Dick je poleg tega na kratko preizkušal psihedelike.
Teme, ki jih Philip K. Dick obravnava so:  epistemologija in naravo resničnosti, vparašanje samospoznanje, razmerje med človekom in robotom, problemom upravičenja zla, vojnami in zlorabami politične moči, evolucijo človeka v prihodnosti, tehnologijo in mediji ter drogami in duševnimi stanji.

### Izbrana dela
- Time out of joint (Iztirjeni čas), 1959
- The man in the high castle (Človek v visokem dvorcu), 1962
- Martian time-slip (Marsovski časovni zdrs), 1964
- Now wait for last year (In zdaj čakaj na lansko leto), 1966
- Do androids dream of electric sheep? (Ali androidi sanjajo o električnih ovcah?), 1968
- Ubik, 1969
- Confessions of a crap artist (Izpovedi pokvarjenega umetnika), 1975
- A scanner darkly (Skozi skener temačno), 1977

### Filmi
Šele po njegovi smrti leta 1982 je po njegovih kratkih zgodbah nastalo več zelo uspešnih filmov, kot so Iztrebljevalec, Posebno poročilo in Popolni spomin, ki so skupaj do začetka leta 2004 prinesli več kot 700 milijonov USD prihodkov.
Po številnih Dickovih zgodbah so posneli filme. Tudi on sam je napisal scenarij za Ubik leta 1974, vendar tega filma niso nikoli posneli. Veliko število filmov, ki temeljijo na njegovih delih, ima drugačen naslov od izvirnega. Skupni dohodki vseh filmov do leta 2009 znašajo več kot milijardo ameriških dolarjev.
The Minority Report in The Man in the High Castle sta naslova dveh serij, ki temeljita na Dickovih zgodbah. Electric Dreams: The World of Philip K. Dick pa je še en naslov serije, ki so jo napovedali v maju 2016.

### Uprizoritve
Štiri izmed mnogih Dickovih del so priredili v gledališko uprizoritev:
- VALIS, ki so jo premierno uprizorili v Parizu 1. decembra 1987, kasneje, leta 1988 pa tudi posneli
- Flow My Tears, the Policeman Said so prvič uprizorili v Bostonu v juniju leta 1985, kasneje pa tudi v New Yorku in Chicagu.Leta 1999 so jo uprizorili še v Los Angelesu in Londonu.
- Radio Free Albemuth v 80-ih
- Do Androids Dream of Electric Sheep? so v novembru 2010 uprizorili v Art and Technology Center
- Mr. Spaceship je bilo predelano v radio dramo leta 1996 z imenom Menolippu Paratiisiin
- Serija X Minus One je kot predelava Dickovih kratkih zgodb Colony in The Defenders v letu 1956 na radiu
- Trzy stygmaty Palmera Eldritcha je bila uprizorjena v januarju leta 2006

## Nagrade
- Nagrada Hugo: 1963 - The man in the high castle (Človek v visokem dvorcu)
- John W. Campbell Memorial Award: 1975 - Flow My Tears, the Policeman Said
- British Science Fiction Association Award: 1978 - A Scanner Darkly (Skozi skener temačno)
- Graoully d'Or (Festival de Metz, France): 1979 - A Scanner Darkly (Skozi skener temačno)
- Kurd-Laßwitz-Preis: 1985 - VALIS

### Nagrada Philipa K. Dicka
Je nagrada za najboljše znanstvenofantastično delo, izdano v prejšnjem letu, ki jo podelijo vsako leto v Norwesconu. Njen sponzor je Philadelphia Science Fiction Society, od leta 2005 pa jo podpira tudi Philip K. Dick Trust. Nagrada je bila ustanovljena leta 1983, eno leto po Dickovi smrti.

## V slovenščini
Dick, Philip K., (znanstveno)fantastična proza in eseji:
- Iztirjeni čas, 2011
- Izpovedi pokvarjenega umetnika, 2011
- Marsovski časovni zdrs, 2009
- Skozi skener temačno, 2008
- Zgodba o žabi, 2005
- Astronavti, 2004
- Človek v visokem dvorcu, 2002
- In zdaj čakaj na lansko leto, 2001
- Ali androidi sanjajo električne ovce?, znanstvenofantastični roman, 1999, 2007
- Atentator, 1998
- Trgovina z lepoto, 1998
- Predelovalnik za glasbo, 1997
- Trgovina s pasjo hrano : esej, 1990
- Ubik, znanstvenofantastični roman, 1982